# Aegir (Schiff, 2012)
Die Aegir ist ein Arbeitsschiff, das sowohl als Rohrleger als auch als Schwimmkran eingesetzt werden kann.
Das Schiff basiert auf dem Entwurf DLV5000 (auch als Sea of Solutions SOC 5000 bezeichnet) der Ulstein-Gruppe. Es befindet sich im Eigentum eines Unternehmens des niederländischen Offshore-Dienstleisters Heerema Marine Contractors (HMC). Es wird auch als DCV Aegir bezeichnet, wobei DCV für Deepwater Construction Vessel (dt. Tiefsee-Arbeitsschiff) steht. Der Name des Schiffes leitet sich – wie bei allen Arbeitsschiffen von HMC – von einer Figur der nordischen Mythologie ab; Ägir ist der Name für den Riesen der See.

## Technik und Ausstattung

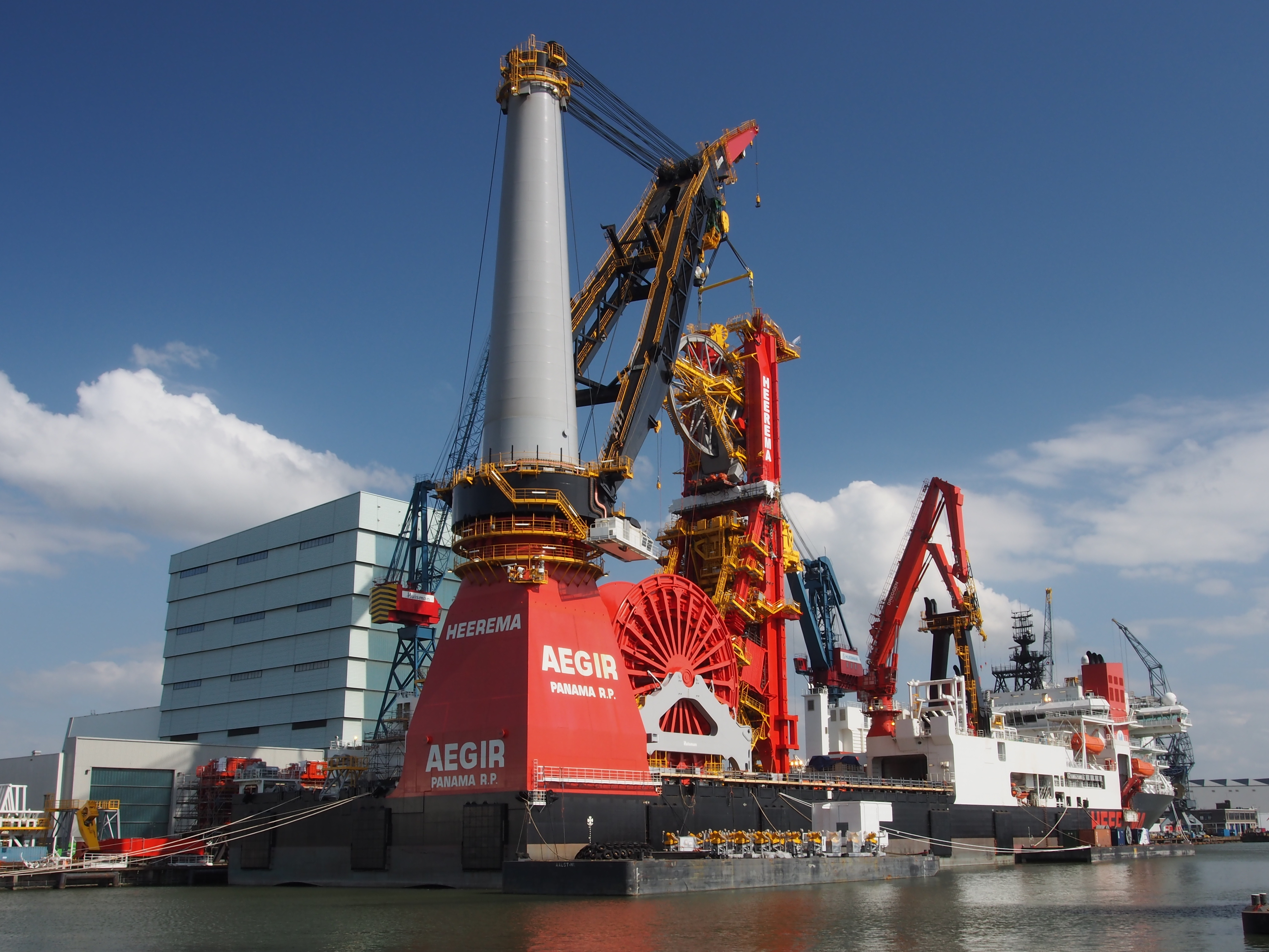
Ansicht von hinten mit Kran und Rohrlegesystem

Die Aegir besitzt einen dieselelektrischen Antrieb. Am Heck des Schiffes befinden sich zwei Propellergondeln mit jeweils 6.500 kW Leistung. Diese lassen sich unter Wasser demontieren. Vier weitere Propellergondeln mit jeweils 3.200 kW Leistung sind versenkbar. Weiterhin ist das Schiff mit einer Querstrahlsteueranlage mit 2.500 kW Leistung ausgestattet. Für die Stromversorgung stehen sechs Dieselaggregate mit jeweils 7.400 kW Leistung zur Verfügung.
Das Schiff verfügt über einen Hauptkran. Dieser kann mit seinem Haupthebewerk bei bis zu 40 Meter Auslage bis zu 4.000 Tonnen heben. Die Hilfshebewerke des Kranes heben 750 Tonnen bei bis zu 92 Meter Auslage bzw. 110 Tonnen bei bis zu 123 Meter Auslage. Weiterhin wurden zwei Hilfskrane verbaut, die jeweils 40 Tonnen heben können.
Für den Einsatz als Rohrleger kann die Aegir mit Ausrüstung für das J-Lay und das R-Lay ausgestattet werden.
Das Schiff ist für den Einsatz in bis zu 3.500 Meter tiefem Wasser ausgelegt. Mittels eines Systems zur dynamischen Positionierung (DP) der Klasse III ist es in der Lage, auch unter widrigen Umweltbedingungen die Position zu halten. Im vorderen Bereich des Schiffes befindet sich eine Hubschrauberplattform.
An Bord stehen Unterkünfte für 289 Personen in Einzel- und Doppelkabinen zur Verfügung. Durch die Nutzung von zusätzlichen Notbetten finden bis zu 305 Personen Platz.